# Tatenen
Tatenen (também chamado de Ta-tenen, Tatjenen, Tathenen, Tanen, Tanenu e Tanuu ) era o deus do monte primordial na antiga religião egípcia. Seu nome significa terra ressuscitada ou terra exaltada, bem como se referindo ao lodo do Nilo. Como uma divindade ctônica primitiva,  Tatenen foi identificado com a criação. Ele era um protetor andrógino da naturezada área de Memphis (então conhecida como Men-nefer ), a antiga capital do nome Aneb-Hetch no Baixo Egito.